# MOM Park
A MOM Park egyike Buda legújabbkori épületegyütteseinek. Az egykori Magyar Optikai Művek területének felhasználásával jött létre.

## Története
A MOM Park irodáit és a bevásárlóközpontot Puhl Antal Ybl Miklós-díjas építész, a mögötte létrehozott lakóparkot Noll Tamás tervezte.
A 2005-ben, 2007-ben és 2008-ban Superbrand, valamint 2007-ben Best of Budapest címet elnyert MOM Park Bevásárlóközpont szerves részét képezi annak a 40 000 m² alapterületen elhelyezkedő, több mint 30 000 m²-nyi irodából, 166 exkluzív lakásból, illetve magából a bevásárlóközpontból álló többfunkciós épületkomlexumnak, amely 2001-ben nyitotta meg kapuit a 12. kerületben, a hajdani Magyar Optikai Művek, a MOM telephelyén. 
A MOM Park Bevásárlóközpontot és a hozzávetőlegesen 17 250 négyzetméternyi irodából álló épületegyüttest a PBW Real Estate Fund NV vásárolta meg 2005 májusában. A PBW Real Estate Fund NV zárt ingatlanalap, amely közép-európai modern ingatlanokra specializálódott. Az ingatlanalapot az AEW Europe  leányvállalata, a PBW Real Estate Asset Management (PBW REAM) kezeli. Az ingatlant a PBW REAM 100%-os tulajdonú leányvállalata, a budapesti PBW Hungary Rt. üzemelteti.
A MOM Park Bevásárlóközpont több mint 100 üzlettel, kávézóval és étteremmel, illetve egy multiplex mozival és 1540 férőhelyes mélygarázzsal várja látogatóit 3 szinten, csaknem 30 000 m²-en.
Az egykori MOM-hoz tartozott a MOM Kulturális Központ is, ami ma már külön, a bevásárlóközponttól teljesen független intézmény.

## Külső hivatkozások

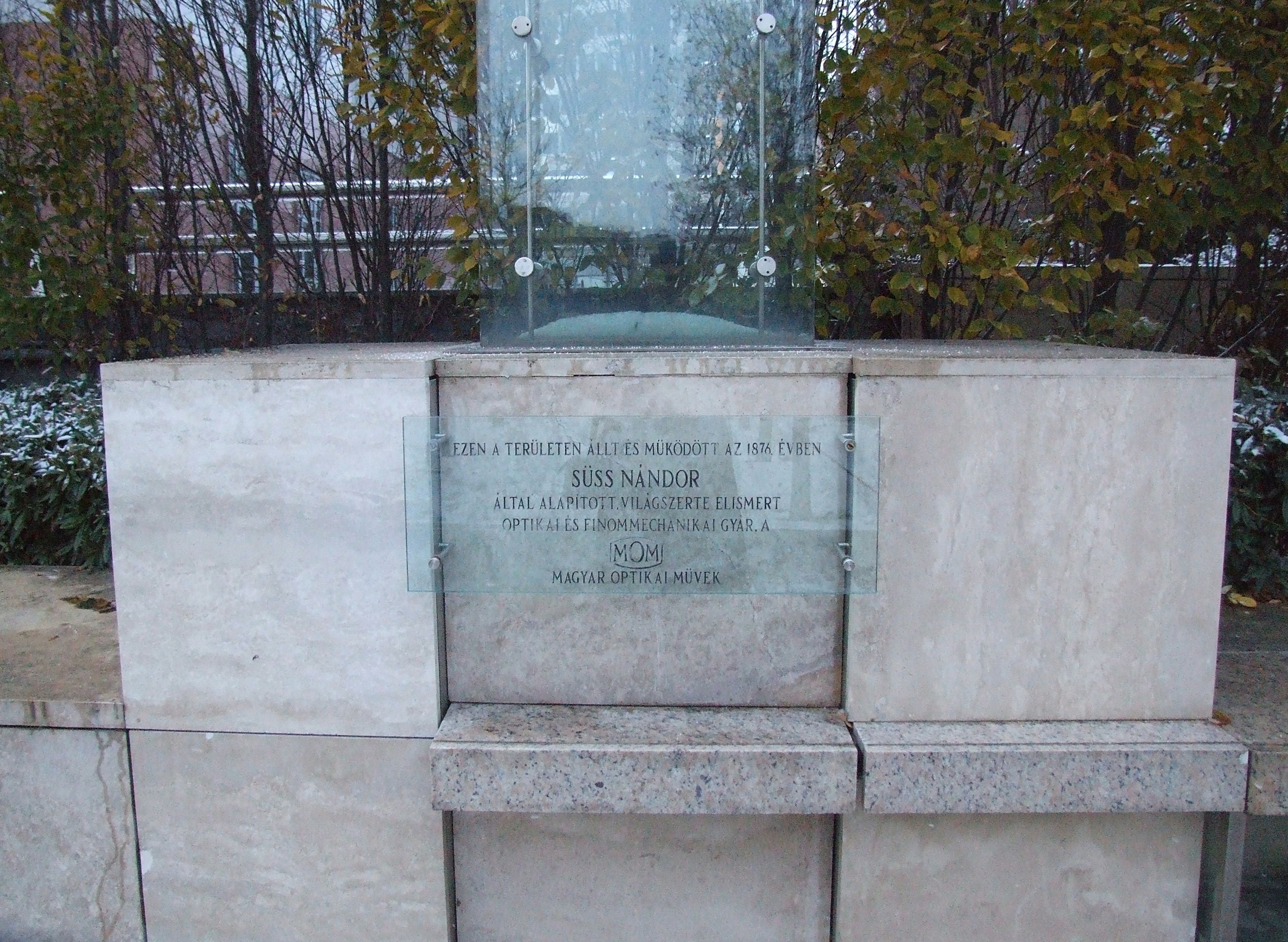
A Magyar Optikai Művek (MOM) egykori gyárának emléktáblája

- MOM Park Archiválva 2013. október 7-i dátummal a Wayback Machine-ben